# پیتر اسکالی
پیتر جرارد اسکالی (زاده ۱۳ ژانویه ۱۹۶۳) یک مرد استرالیایی است که پس از محکومیت به اتهام یک مورد قاچاق انسان و پنج مورد تجاوز جنسی به دختران زیر سن قانونی در فیلیپین به حبس ابد محکوم شد. او در حال رسیدگی به جرایم دیگر علیه کودکان، از جمله تولید و انتشار هرزه‌نگاری کودکان و شکنجه است. همچنین ادعا شده او یک دختر یازده‌ساله را به قتل رسانده.

## فعالیت‌های مجرمانه
پیتر اسکالی قبل از فرار به شهر مانیل، فیلیپین در سال ۲۰۱۱ در حومه شهر ملبورن زندگی می‌کرد. او با همسر و دو فرزندش زندگی را می‌گذراند. او پیش از این که در دادگاه به کلاه‌برداری ۲٫۶۸ میلیون دلاری محکوم شود و فیلیپین فرار کرده بود. طبق اظهارات خودش، یک کشیش زمان کودکی از او سوء استفاده جنسی کرده بود. پیش از خروج از ملبورن، او از خدمات اسکورت آنلاین بدون مجوزی را اداره می‌کرد. دوست دختر فیلیپینی‌ای به عنوان یک کارگر جنسی در آن تارنمای کار می‌کرد. تحقیقات کمیسیون اوراق بهادار و سرمایه‌گذاری استرالیا از سال ۲۰۰۹ نشان داد که اسکالی در ۱۱۷ جرم کلاهبرداری و فریب مربوط به کلاهبرداری در املاک دست داشته‌است.

### پورنوگرافی کودکان دارک وب
اسکالی در دارک وب یک وب سایت مخفی پورنوگرافی کودکان را تحت عنوان "لذت بی‌مرز" ("No limits fun") اداره می‌کرد. بدنام‌ترین ویدئویی که اسکالی تولید کرد، Daisy's Destruction بود که او آن را به مشتریانش با قیمتی بالاتر از ده هزار دلار می‌فروخت این ویدئوی چند قسمتی در سال ۲۰۱۲ ساخته شد. شدت خشونت و اهریمن‌منشی این ویدئو آنقدر زیاد است که مدتی به عنوان یک افسانه محلی تلقی می‌شد. این فیلم شامل شکنجه و تجاوز وحشیانه اسکالی و برخی از همدستان فیلیپینی او به سه دختر خردسال است. سه قربانی اصلی لیزا (۱۲ ساله)، سیندی (۱۱ ساله) و دیزی (۱۸ ماهه) بودند. دوست دختر فیلیپینی اسکالی که در سایت اسکورت او کار می‌کرد و خود نیز در کودکی قاچاق شده بود، برخی از شدیدترین سوء استفاده‌های فیزیکی را با اصرار اسکالی انجام داد. در این ویدیو، لیزیل مارگالو (دوست دختر فیلیپینی) دیزی هجده‌ماهه را شکنجه می‌کند و مورد تعرض جنسی قرار می‌دهد.
قبل از اینکه ویدیو مورد توجه عموم قرار گیرد، اسکالی Daisy's Destruction را به‌صورت در تارنمای پولی‌اش پخش می‌کرد. متیو گراهام، مدیر یک سایت پورنو کودکان در دارک وب، بعد از دیدن این ویدئو آن را در تارنمایش پخش کرد. به دلیل محتوی شدید این ویدئو، بسیار زود مورد توجه پلیس قرار گرفت. نهاد ملی ضد تعرض به کودکان هلند اولین نهادی بود که تحقیقات را برای این جنایت آغاز کرد. پس از آن، یک تعقیب بین‌المللی برای کسانی که مسئول تولید این ویدئو بودند راه افتاد. اسکالی سرانجام در شهر مالایبالای فیلیپین ردیابی و در ۲۰ فوریه ۲۰۱۵ دستگیر شد. بازرسان شش حکم برای بازداشت او داشتند محققان همچنین موفق شدند سرنوشت سه قربانی اصلی در تخریب دیزی را کشف کنند. مشخص شد که لیزا و دیزی زنده است، اگرچه زخم‌هایی هویدا بر تن داشت. ولی سندی یازده ساله دیگر زنده نبود. مارگالو دوست دختر فلیپینی اسکالی ادعا کرد که اسکالی سندی را کشته. او گفتی اسکالی به قبل از اینکه او را با طناب خفه کنند، به او با شکنجه تجاوز کرده بود و مجبورش کرده بود قبر خود را بکند. به گفته مارگالو، اسکالی زمان کشتن سندی از خودش فیلم گرفت.

### سرنوشت
اسکالی و دوست دختر فیلیپینی‌اش به حبس ابد محکوم شدند.